# Болоновка (река)
Болоновка (бел. Балонаўка) — река в Быховском районе Могилёвской области Белоруссии, приток реки Друть (бассейн Днепра), ныне впадает с востока в Чигиринское водохранилище. Длина 24 км. Водосбор 113 км². Средний наклон водной поверхности 1,2 ‰. Начинается за 2,2 км на север от д.Кучин, устье около д. Болоновка. От истока на 10,8 км русла канализовано. На берегах реки расположены деревни Кучин, Болонов-Селец, Всенежье, Дуброва, Болоновка.